# グアルド・カッタネーオ
グアルド・カッタネーオ（伊: Gualdo Cattaneo）は、イタリア共和国ウンブリア州ペルージャ県にある、人口約5,600人の基礎自治体（コムーネ）。

## 地理

### 位置・広がり

#### 隣接コムーネ
隣接するコムーネは以下の通り。
- ベットーナ
- ベヴァーニャ
- カンナーラ
- コッラッツォーネ
- ジャーノ・デッルンブリア
- マッサ・マルターナ
- モンテファルコ
- トーディ

### 気候分類・地震分類
グアルド・カッタネーオにおけるイタリアの気候分類 (it) および度日は、zona E, 2243 GGである。
また、イタリアの地震リスク階級 (it) では、zona 2 (sismicità media) に分類される。

## 行政

### 分離集落
グアルド・カッタネーオには、以下の分離集落（フラツィオーネ）がある。
- Barattano, Cavallara, Ceralto, Cerquiglino, Cisterna, Collesecco, Grutti, Marcellano, Pomonte, Ponte di Ferro, Pozzo, San Terenziano, Saragano, Torri